# 48 Geminorum
48 Geminorum är en gulvit jätte i stjärnbilden Tvillingarna.
48 Geminorum har visuell magnitud +5,85 och är svagt synlig för blotta ögat vid god seeing. Den befinner sig på ett avstånd av ungefär 360 ljusår.